# Velimir Škorpik
Velimir Škorpik, hrvaški general, * 2. april 1919, † 7. november 1943.

## Življenjepis
Škorpik je leta 1940 končal Pomorsko vojaško akademijo in se po razpadu Kraljevine Jugoslavije pridružil Hrvaškemu domobranstvu; že leta 1941 je postal član KPJ in ilegalno sodeloval s NOG. Naslednje leto je prestopil v NOVJ in postal prvi poveljnik partizanske mornarice. Padel je v boju z ustaši.
8. septembra 1952 je bil razglašen za narodnega heroja.